# 英國皇家空軍打擊司令部
英國皇家空軍打擊司令部（英語：RAF Strike Command）是從1968年到2007年指揮英國大部分轟炸機和戰鬥機的軍事組織。

## 歷史
英國皇家空軍打擊司令部於1968年4月30日由轟炸機司令部和戰鬥機司令部合併而成。分別成為英國皇家空軍第1大隊和英國皇家空軍第11大隊。信號司令部於1969年1月1日被打擊司令部併入，海岸司令部於1969年11月28日被併入，成為英國皇家空軍第18大隊。空中支援司令部於1972年9月1日被併入，成為英國皇家空軍第46大隊。
2007年，皇家空軍打擊司令部與皇家空軍人事和訓練司令部合併成為單一的英國皇家空軍司令部。其由英國皇家空軍兩個大隊所組成：英國皇家空軍第1大隊和英國皇家空軍第2大隊。
皇家空軍打擊司令部最後一位總司令是空軍元帥喬弗倫奇爵士。